# Danmarksserien 2016
La Danmarksserien 2016 è la 25ª edizione del campionato di football a 9, organizzato dalla DAFF.
Gli Herlev Rebels II e gli Odense Swans si sono ritirati, perdendo quindi tutti gli incontri 50-0 a tavolino.

## Squadre partecipanti
| Club                    | Città             | Stadio | Sponsor ufficiale | Risultato nella stagione 2015 |
| ----------------------- | ----------------- | ------ | ----------------- | ----------------------------- |
| AaB 89ers II            | Aalborg           |        |                   |                               |
| Aarhus Tigers           | Aarhus            |        |                   |                               |
| Copenhagen Tomahawks II | Copenaghen        |        |                   |                               |
| Herlev Rebels II        | Herlev            |        |                   |                               |
| Køge Marines            | Køge              |        |                   |                               |
| Kolding Guardians       | Kolding           |        |                   |                               |
| Middelfart Stingers     | Middelfart        |        |                   |                               |
| Midwest Musketeers      | Viborg            |        |                   |                               |
| Næstved Vikings         | Næstved           |        |                   |                               |
| Odense Swans            | Odense            |        |                   |                               |
| Skanderborg Mad Dashers | Skanderborg       |        |                   |                               |
| Skjern Trojans          | Ringkøbing-Skjern |        |                   |                               |
| Slagelse Wolfpack       | Slagelse          |        |                   |                               |
| Triangle Razorbacks II  | Vejle             |        |                   |                               |

## Stagione regolare

### Calendario

#### 1ª giornata
| Køge 9 aprile 2016, ore 14:00 | Køge Marines | 42 – 30 referto | Copenhagen Tomahawks II | Rishøjhallen |

| Skanderborg 9 aprile 2016, ore 14:00 | Skanderborg Mad Dashers | 26 – 20 referto | Middelfart Stingers | Vorladegård IF |

| Vejle 9 aprile 2016, ore 18:00 | Triangle Razorbacks II | 50 – 0 (a tavolino) referto | Odense Swans | Vejle Atletikstadion |

| Næstved 10 aprile 2016, ore 14:00 | Næstved Vikings | 50 – 0 (a tavolino) referto | Herlev Rebels II | H.G. Idrætsanlæg |

| Kolding 10 aprile 2016, ore 14:00 | Kolding Guardians | 50 – 0 (a tavolino) referto | Aarhus Tigers II | Bakkeskolen |

#### 2ª giornata
| Herlev 16 aprile 2016, ore 14:00 | Herlev Rebels II | 0 – 50 (a tavolino) referto | Slagelse Wolfpack | Kildegårdsskolen |

| Odense 16 aprile 2016, ore 14:00 | Odense Swans | 0 – 50 (a tavolino) referto | Kolding Guardians | Hjalleseskolen |

| Middelfart 17 aprile 2016, ore 14:00 | Middelfart Stingers | 22 – 0 referto | Skjern Trojans | Hyllehøjskolen |

| Skive 17 aprile 2016, ore 14:00 | Midwest Musketeers | 34 – 18 referto | AaB 89ers II | Resen Skole |

#### 3ª giornata
| Slagelse 22 aprile 2016, ore 14:00 | Slagelse Wolfpack | 33 – 20 referto | Køge Marines | Nordhallen |

| Kolding 22 aprile 2016, ore 14:00 | Kolding Guardians | 0 – 14 referto | AaB 89ers II | Bakkeskolen |

| Ringkøbing-Skjern 23 aprile 2016, ore 14:00 | Skjern Trojans | 18 – 52 referto | Midwest Musketeers | Stauning Skole |

| Vejle 24 aprile 2016, ore 14:00 | Triangle Razorbacks II | 30 – 12 referto | Aarhus Tigers II | Kirkebakkehallen |

#### 4ª giornata
| Copenaghen 30 aprile 2016, ore 14:00 | Copenhagen Tomahawks II | 38 – 27 referto | Slagelse Wolfpack | Valby Idrætspark |

| Odense 30 aprile 2016, ore 14:00 | Odense Swans | 0 – 50 (a tavolino) referto | Middelfart Stingers | Hjalleseskolen |

| Næstved 1º maggio 2016, ore 14:00 | Næstved Vikings | 20 – 46 referto | Køge Marines | H.G. Idrætsanlæg |

| Viby J 1º maggio 2016, ore 14:00 | Aarhus Tigers II | 26 – 18 referto | Skanderborg Mad Dashers | Bøgeskov Idrætsanlæg |

#### 5ª giornata
| Skive 5 maggio 2016, ore 14:00 | Midwest Musketeers | 30 – 26 referto | Skjern Trojans | Resen Skole |

| Vejle 8 maggio 2016, ore 14:00 | Triangle Razorbacks II | 6 – 22 referto | AaB 89ers II | Kirkebakkehallen |

| Køge 8 maggio 2016, ore 14:00 | Køge Marines | 50 – 0 (a tavolino) referto | Herlev Rebels II | Rishøjhallen |

#### 6ª giornata
| Skanderborg 14 maggio 2016, ore 14:00 | Skanderborg Mad Dashers | 14 – 38 referto | Midwest Musketeers | Vorladegård IF |

| Viby J 15 maggio 2016, ore 14:00 | Aarhus Tigers II | 12 – 2 referto | AaB 89ers | Bøgeskov Idrætsanlæg |

| Copenaghen 15 maggio 2016, ore 14:00 | Copenhagen Tomahawks II | 0 – 52 referto | Næstved Vikings | Valby Idrætspark |

#### 7ª giornata
| Næstved 21 maggio 2016, ore 14:00 | Næstved Vikings | 6 – 28 referto | Slagelse Wolfpack | H.G. Idrætsanlæg |

| Middelfart 21 maggio 2016, ore 14:00 | Middelfart Stingers | 14 – 26 referto | Triangle Razorbacks II | Hyllehøjskolen |

| Herlev 22 maggio 2016, ore 14:00 | Herlev Rebels II | 0 – 50 (a tavolino) referto | Copenhagen Tomahawks II | Kildegårdsskolen |

| Kolding 22 maggio 2016, ore 14:00 | Kolding Guardians | 20 – 28 referto | Skanderborg Mad Dashers | Bakkeskolen |

#### 8ª giornata
| Herlev 28 maggio 2016, ore 14:00 | Herlev Rebels II | 0 – 50 (a tavolino) referto | Køge Marines | Kildegårdsskolen |

| Ringkøbing-Skjern 28 maggio 2016, ore 14:00 | Skjern Trojans | 0 – 48 referto | Middelfart Stingers | Stauning Skole |

| Odense 29 maggio 2016, ore 14:00 | Odense Swans | 0 – 50 (a tavolino) referto | Triangle Razorbacks II | Hjalleseskolen |

| Viborg 29 maggio 2016, ore 14:00 | Midwest Musketeers | 50 – 0 (a tavolino) referto | Kolding Guardians | Viborg Katedralskole |

| Slagelse 29 maggio 2016, ore 14:00 | Slagelse Wolfpack | 50 – 0 referto | Copenhagen Tomahawks II | Nordhallen |

#### 9ª giornata
| Viby J 4 giugno 2016, ore 14:00 | Aarhus Tigers II | 38 – 32 referto | Kolding Guardians | Bøgeskov Idrætsanlæg |

| Aalborg 5 giugno 2016, ore 14:00 | AaB 89ers II | 18 – 40 referto | Triangle Razorbacks II | Aab´s anlæg |

| Næstved 5 giugno 2016, ore 14:00 | Næstved Vikings | 14 – 6 referto | Copenhagen Tomahawks II | H.G. Idrætsanlæg |

#### 10ª giornata
| Copenaghen 11 giugno 2016, ore 14:00 | Copenhagen Tomahawks II | 48 – 42 referto | Køge Marines | Valby Idrætspark |

| Middelfart 11 giugno 2016, ore 14:00 | Middelfart Stingers | 38 – 6 referto | Midwest Musketeers | Hyllehøjskolen |

| Herlev 12 giugno 2016, ore 14:00 | Herlev Rebels II | 0 – 50 (a tavolino) referto | Næstved Vikings | Kildegårdsskolen |

| Skanderborg 12 giugno 2016, ore 14:00 | Skanderborg Mad Dashers | 50 – 0 (a tavolino) referto | Odense Swans | Vorladegård IF |

#### 11ª giornata
| Køge 18 giugno 2016, ore 14:00 | Køge Marines | 38 – 35 referto | Slagelse Wolfpack | Rishøjhallen |

| Kolding 18 giugno 2016, ore 14:00 | Kolding Guardians | 50 – 0 (a tavolino) referto | Skjern Trojans | Bakkeskolen |

| Skanderborg 18 giugno 2016, ore 14:00 | Skanderborg Mad Dashers | 20 – 38 referto | Triangle Razorbacks II | Vorladegård IF |

| Middelfart 19 giugno 2016, ore 14:00 | Middelfart Stingers | 50 – 6 referto | Aarhus Tigers II | Hyllehøjskolen |

| Aalborg 19 giugno 2016, ore 14:00 | AaB 89ers II | 16 – 22 referto | Midwest Musketeers | Aab´s anlæg |

#### 12ª giornata
| Ringkøbing-Skjern 25 giugno 2016, ore 14:00 | Skjern Trojans | 36 – 26 referto | Skanderborg Mad Dashers | Stauning Skole |

| Aalborg 26 giugno 2016, ore 14:00 | AaB 89ers II | 50 – 0 (a tavolino) referto | Odense Swans | Aab´s anlæg |

| Slagelse 26 giugno 2016, ore 14:00 | Slagelse Wolfpack | 50 – 0 (a tavolino) referto | Herlev Rebels II | Nordhallen |

#### 13ª giornata
| Ringkøbing-Skjern 6 agosto 2016, ore 14:00 | Skjern Trojans | 50 – 0 (a tavolino) referto | Odense Swans | Stauning Skole |

#### 14ª giornata
| Køge 13 agosto 2016, ore 14:00 | Køge Marines | 48 – 8 referto | Næstved Vikings | Rishøjhallen |

| Kolding 13 agosto 2016, ore 14:00 | Kolding Guardians | 0 – 50 (a tavolino) referto | Middelfart Stingers | Bakkeskolen |

| Skanderborg 14 agosto 2016, ore 14:00 | Skanderborg Mad Dashers | 0 – 50 (a tavolino) referto | Aarhus Tigers II | Vorladegård IF |

#### 15ª giornata
| Slagelse 20 agosto 2016, ore 14:00 | Slagelse Wolfpack | 22 – 0 referto | Næstved Vikings | Nordhallen |

| Viby J 20 agosto 2016, ore 14:00 | Aarhus Tigers II | 50 – 0 (a tavolino) referto | Odense Swans | Bøgeskov Idrætsanlæg |

| Køge 21 agosto 2016, ore 14:00 | Køge Marines | 50 – 0 (a tavolino) referto | Copenhagen Tomahawks II | Rishøjhallen |

| Viborg 21 agosto 2016, ore 14:00 | Midwest Musketeers | 20 – 44 referto | Triangle Razorbacks II | Viborg Katedralskole |

| Ringkøbing-Skjern 21 agosto 2016, ore 14:00 | Skjern Trojans | 6 – 18 referto | AaB 89ers | Stauning Skole |

#### 16ª giornata
| Copenaghen 27 agosto 2016, ore 10:00 | Copenhagen Tomahawks II | 50 – 0 (a tvolino) referto | Herlev Rebels II | Valby Idrætspark |

| Aalborg 27 agosto 2016, ore 14:00 | AaB 89ers II | 50 – 0 (a tavolino) referto | Skanderborg Mad Dashers | Aab´s anlæg |

| Viby J 27 agosto 2016, ore 14:00 | Aarhus Tigers II | 50 – 0 (a tavolino) referto | Skjern Trojans | Bøgeskov Idrætsanlæg |

| Odense 28 agosto 2016, ore 14:00 | Odense Swans | 0 – 50 (a tavolino) referto | Midwest Musketeers | Hjalleseskolen |

#### 17ª giornata
| Copenaghen 3 settembre 2016, ore 14:00 | Copenhagen Tomahawks II | 0 – 50 (a tavolino) referto | Næstved Vikings | Valby Idrætspark |

| Skive 3 settembre 2016, ore 14:00 | Midwest Musketeers | 50 – 0 (a tavolino) referto | Aarhus Tigers II | Resen Skole |

| Vejle 3 settembre 2016, ore 14:00 | Triangle Razorbacks II | 22 – 18 referto | Skjern Trojans | Vejle Atletikstadion |

| Herlev 4 settembre 2016, ore 14:00 | Herlev Rebels II | 0 – 50 (a tavolino) referto | Slagelse Wolfpack | Kildegårdsskolen |

| Middelfart 4 settembre 2016, ore 14:00 | Middelfart Stingers | 36 – 20 referto | Kolding Guardians | Hyllehøjskolen |

#### 18ª giornata
| Næstved 10 settembre 2016, ore 14:00 | Næstved Vikings | 50 – 0 (a tavolino) referto | Herlev Rebels II | H.G. Idrætsanlæg |

| Aalborg 10 settembre 2016, ore 14:00 | AaB 89ers II | 28 – 26 referto | Middelfart Stingers | Aab´s anlæg |

| Odense 10 settembre 2016, ore 14:00 | Odense Swans | 0 – 50 (a tavolino) referto | Skanderborg Mad Dashers | Hjalleseskolen |

| Slagelse 11 settembre 2016, ore 14:00 | Slagelse Wolfpack | 50 – 45 referto | Køge Marines | Nordhallen |

| Vejle 11 settembre 2016, ore 14:00 | Triangle Razorbacks II | 12 – 6 referto | Kolding Guardians | Vejle Atletikstadion |

### Classifiche
Le classifiche della regular season sono le seguenti:
- PCT = percentuale di vittorie, G = partite giocate, V = partite vinte,  P = partite perse, PF = punti fatti, PS = punti subiti

#### Vest
| Pos. | Squadra                 | PCT  | G  | V | N | P  | PF  | PS  |
| ---- | ----------------------- | ---- | -- | - | - | -- | --- | --- |
| 1    | Triangle Razorbacks II  | .900 | 10 | 9 | 0 | 1  | 318 | 130 |
| 2    | Midwest Musketeers      | .800 | 10 | 8 | 0 | 2  | 352 | 174 |
| 3    | Middelfart Stingers     | .700 | 10 | 7 | 0 | 3  | 354 | 112 |
| 4    | Aarhus Tigers II        | .600 | 10 | 6 | 0 | 4  | 244 | 232 |
| 5    | AaB 89ers II            | .600 | 10 | 6 | 0 | 4  | 236 | 146 |
| 6    | Skanderborg Mad Dashers | .400 | 10 | 4 | 0 | 6  | 232 | 278 |
| 7    | Kolding Guardians       | .300 | 10 | 3 | 0 | 7  | 228 | 228 |
| 8    | Skjern Trojans          | .200 | 10 | 2 | 0 | 8  | 154 | 318 |
| 9    | Odense Swans            | .000 | 10 | 0 | 0 | 10 | 0   | 500 |

#### Øst
| Pos. | Squadra                 | PCT  | G  | V | N | P  | PF  | PS  |
| ---- | ----------------------- | ---- | -- | - | - | -- | --- | --- |
| 1    | Slagelse Wolfpack       | .800 | 10 | 8 | 0 | 2  | 395 | 147 |
| 2    | Køge Marines            | .700 | 10 | 7 | 0 | 3  | 431 | 224 |
| 3    | Næstved Vikings         | .600 | 10 | 6 | 0 | 4  | 300 | 150 |
| 4    | Copenhagen Tomahawks II | .400 | 10 | 4 | 0 | 6  | 222 | 327 |
| 5    | Herlev Rebels II        | .000 | 10 | 0 | 0 | 10 | 0   | 500 |

## Playoff

### Tabellone
|  | Wild Card | Wild Card           | Wild Card              |                 |              | Semifinali   | Semifinali        | Semifinali |  |  | XXV Elming Bowl | XXV Elming Bowl | XXV Elming Bowl |  |
|  |           |                     |                        |                 |              |              |                   |            |  |  |                 |                 |                 |  |
|  |           |                     |                        |                 |              | 1Ø           | Slagelse Wolfpack | 30         |  |  |                 |                 |                 |  |
|  |           |                     |                        |                 |              | 1Ø           | Slagelse Wolfpack | 30         |  |  |                 |                 |                 |  |
|  |           |                     |                        | Køge Marines    | 38           |              |                   |            |  |  |                 |                 |                 |  |
|  | 2Ø        | Køge Marines        | 68                     | Køge Marines    | 38           |              |                   |            |  |  |                 |                 |                 |  |
|  | 2Ø        | Køge Marines        | 68                     |                 |              |              |                   |            |  |  |                 |                 |                 |  |
|  | 3V        | Middelfart Stingers | 18                     |                 |              |              |                   |            |  |  |                 |                 |                 |  |
|  | 3V        | Middelfart Stingers | 18                     |                 | Køge Marines | Køge Marines | 38                |            |  |  |                 |                 |                 |  |
|  |           |                     |                        |                 |              |              |                   |            |  |  |                 |                 |                 |  |
|  |           |                     | Næstved Vikings        | Næstved Vikings | 14           |              |                   |            |  |  |                 |                 |                 |  |
|  |           |                     |                        | Næstved Vikings | 14           |              |                   |            |  |  |                 |                 |                 |  |
|  |           |                     |                        |                 |              |              |                   |            |  |  |                 |                 |                 |  |
|  |           |                     |                        |                 |              |              |                   |            |  |  |                 |                 |                 |  |
|  |           | 1V                  | Triangle Razorbacks II | 0               |              |              |                   |            |  |  |                 |                 |                 |  |
|  |           |                     |                        | 0               |              |              |                   |            |  |  |                 |                 |                 |  |
|  |           |                     |                        | Næstved Vikings | 14           |              |                   |            |  |  |                 |                 |                 |  |
|  | 2V        | Midwest Musketeers  | 0                      | Næstved Vikings | 14           |              |                   |            |  |  |                 |                 |                 |  |
|  | 2V        | Midwest Musketeers  | 0                      |                 |              |              |                   |            |  |  |                 |                 |                 |  |
|  | 3Ø        | Næstved Vikings     | 34                     |                 |              |              |                   |            |  |  |                 |                 |                 |  |

### Wild Card
| Skive 17 settembre 2016, ore 14:00 | Midwest Musketeers | 0 – 34 referto | Næstved Vikings | Resen Skole |

| Køge 18 settembre 2016, ore 14:00 | Køge Marines | 0 – 24 referto | Middelfart Stingers | Rishøjhallen |

### Semifinali
| Slagelse 24 settembre 2016, ore 14:00 | Slagelse Wolfpack | 30 – 38 referto | Køge Marines | Slagelse Wolfpack |

| Vejle 25 settembre 2016, ore 14:00 | Triangle Razorbacks II | 0 – 14 referto | Næstved Vikings | Vejle Atletikstadion |

### XXV Elming Bowl
| Slagelse 1º ottobre 2016, ore 18:00 | Køge Marines | 38 – 14 referto | Næstved Vikings | Slagelse Stadion |

## Verdetti
- Køge Marines Vincitori dell'Elming Bowl 2016